# Раваниця
Монастир Раваниця (серб. Манастир Раваница) — чоловічий монастир Православної церкви Сербії, розташований недалеко від міста Чупрія в центральній частині Сербії. Одна з найважливіших пам'яток сербської середньовічної культури. Резиденція останнього Сербського князя Лазаря Хребеляновича. Головний храм монастиря освячений на честь Вознесінню Господньому.

## Історія
Монастир Раваниця був заснований у 1374 році як резиденція князя Лазаря I Хребеляновича його ж коштом. Місце було обране в передгір'ях Кучайських гір, в мальовничій долині річки Раваниця між пагорбами Врсол та Главніце. В 1375 році розпочалося будівництво головного монастирського храму, княжих хоромів, трапезної та господарських будівель. Комплекс мали захищати потужні мури з сімома вежами. У 1377 році будівництво переважно було завершене, а у 1380-х роках головний храм був розписаний. У 1389 році, після загибелі у битві на Косовому полі князь Лазар був похований у монастирі (згодом канонізований як Святий благовірний князь Лазар Сербський).
Після загибелі князя Лазаря Раваниця була місцем паломництва і важливим осередком культурного життя сербів. Монастир неодноразово зазнавав нападів від турків-османів, зокрема у 1386, 1398, 1427 та 1436 роках. Під час османсько-християнської війни 1683—1699 років, після Віденської битви частина монахів була вбита, а решта з них у 1690 році покинули монастир і перебралися в закинутий монастир Врднік — Малу Раваницю на Фрушка-горі (Раваниця Сремська), куди перенесли і мощі Лазаря Сербського. Відновлений старий монастир Раваниця (Моравська) був лише у 1717 році: ченець Стефан, що повернувся до Раваниці і знайшов монастир розграбованим і пустельним, разом з місцевою громадою відбудував монастир і побудував новий нартекс храму.
У війнах кінця XVIII століття Раваніця відігравала помітну роль. На початку XIX століття, в ході Першого сербського повстання, монастир знову зазнав руйнувань і відровлений був лише в середині ХІХ століття. Під час Другої світової війни німці знову порушили і пошкодили монастир, а 24 лютого 1943 року затримали, катували і вбили його настоятеля Макарія. Втім будівлі монастиря не зазнали серйозної шкоди, тому монастир в Раваниці невдовзі відновився. Найбільш серйозні та найбільш широкомасштабні консерваційні та реставраційні роботи в Раваниці були проведені у 1956 році, коли було перекрито покрівлю храму, знято пізніший шар з зовнішніх фасадів, відреставроване внутрішнє і зовнішнє оздоблення храму, впорядковано територію монастиря.

## Архітектура і оздоблення

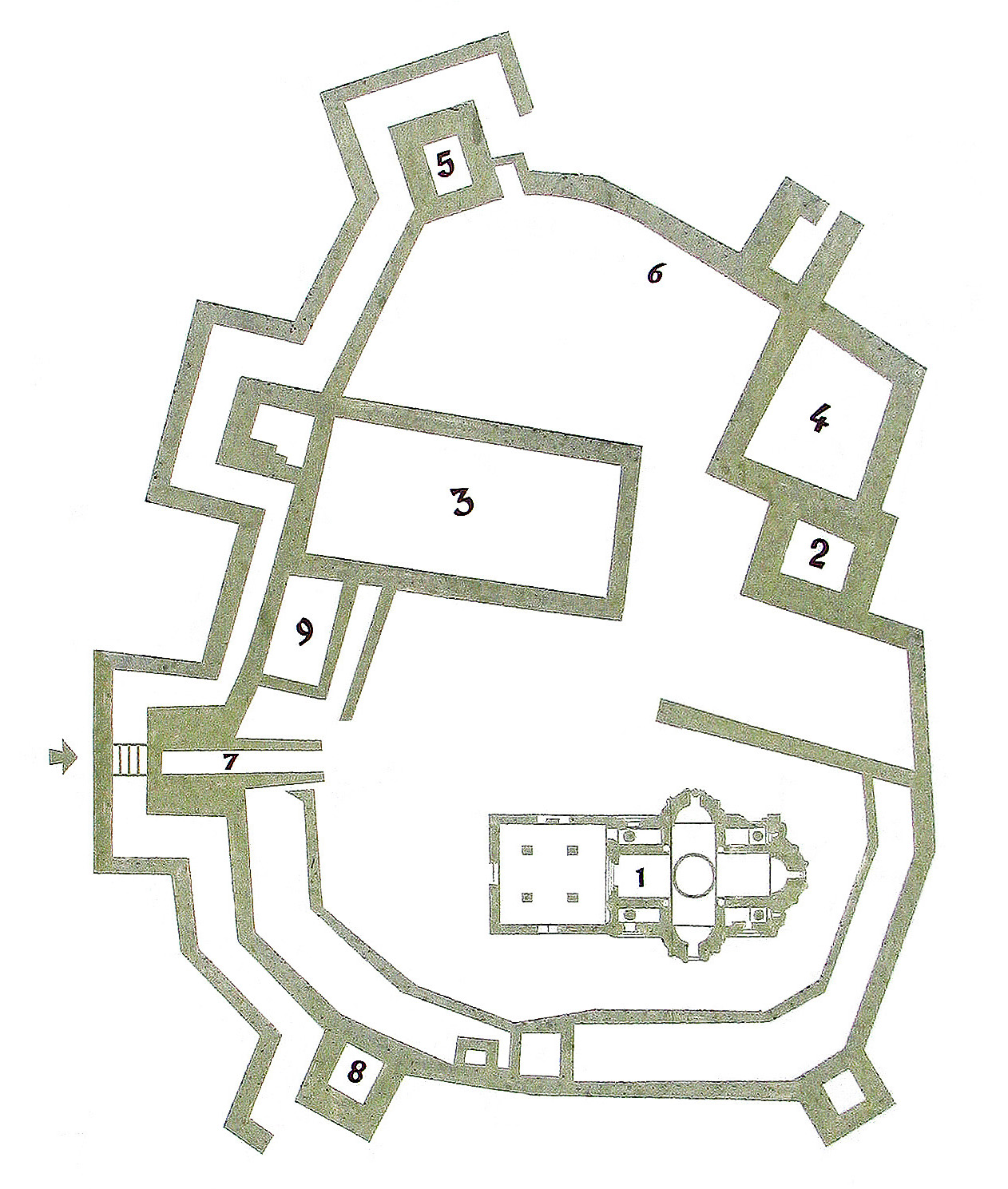
Схема монастиря:
1. Храм Вознесіння Господнього
2. Фортечна вежа
3. Трапезна
4. Лазарет
5. Вежа Мілоша Обилича
6. Господарські споруди
7. Фортечні ворота
8. Гостьові келії
9. Сьогоднішній братський корпус

За архітектурним стилем монастир Раваниця — одна з перших і найяскравіших пам'яток раннього моравського стилю. Храм Вознесіння Господнього, — головний храм монастиря, — являє собою оригінальний архітектурний проект, що поєднує хрестоподібну форму і форму трилисника, що виразилося в появі бічних апсид. П'ятиглав'я, оригінальне рішення внутрішнього простору пізніше стали виразними ознаками, моделлю для подальшого розвитку просторової концепції храмів моравського стилю.
Церква рясно прикрашена різьбленням і фігурної керамічною плиткою, складена з почергово укладених рядів каменю і кольорової цегли. Всередині збереглися численні фрески і кераміка. Як важливий центр духовного, культурного, літературного та художнього життя Раваниця вплинула на появу цілої низки церков і монастирів, серед яких сусідній монастир Сисоєвац та церкви в історичній Петрушкій області.
Дотепер збереглися три вежі та частина північних фортечних стін, але для захисту монастиря, що знаходився в долині, обов'язково була необхідна велика і сильна фортифікація. У історичних джерелах 1568 року згадується, що монастирська фортеця мала сім веж. Проте до першої половини ХІХ століття їх збереглось тільки чотири. У монастирському комплексі була також велика середньовічна трапезна, але сьогодні вона більше не доступна.
Храм Вознесіння Господнього багато прикрашений фресками, які є одним з найвідоміших зразків моравського стилю іконопису кінця XIV — початку XV століть. Князь Лазар загинув на Косовому Полі і був похований у Раваниці, через це тут виник центр, де підтримувався культ косівських героїв, значне місце в декорації храму займають зображення святих ратників, які втілюють ідеї боротьби за Батьківщину, а також портрети князя Лазаря та його родини. Серед фресок виділяються сцени страстей Господніх і особливо чудес Христових, що було рідкісним явищем у старих сербських храмах. Образи глибоко ліричні, витончені, трохи видовжені граціозні постаті, приємна врода облич, ніжна гармонія стриманих кольорів, що притаманні всій моравській школі. Прикметно, що у Раваниці відблиски на фрески накладаються паралельними рисками, — техніка не характерна для іконопису XV століття.

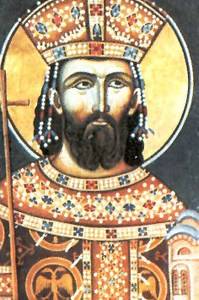
Фреска з зображенням князя Лазаря
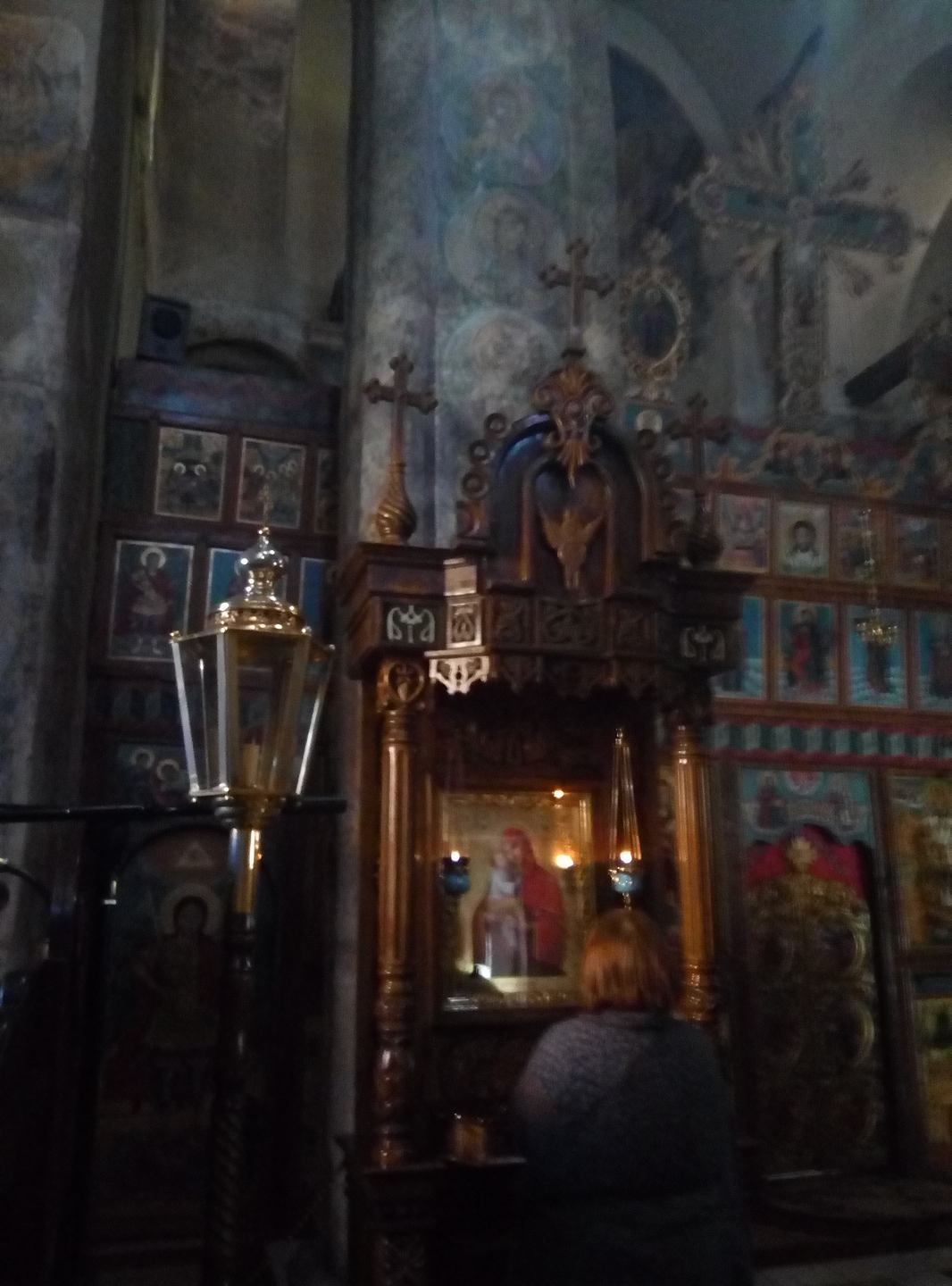
Внутрішнє оздоблення храму Вознесіння
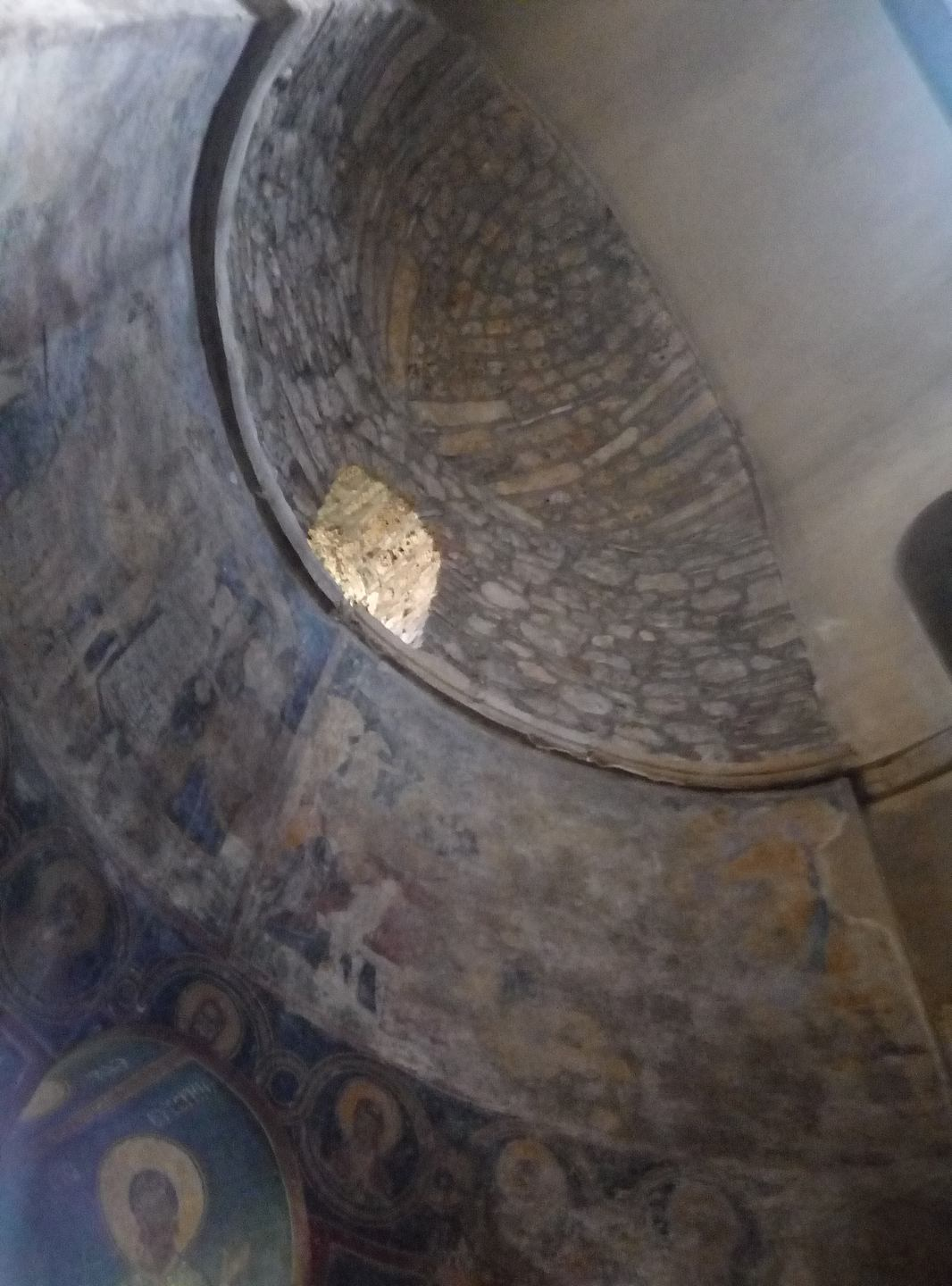
Внутрішнє оздоблення. Фрески
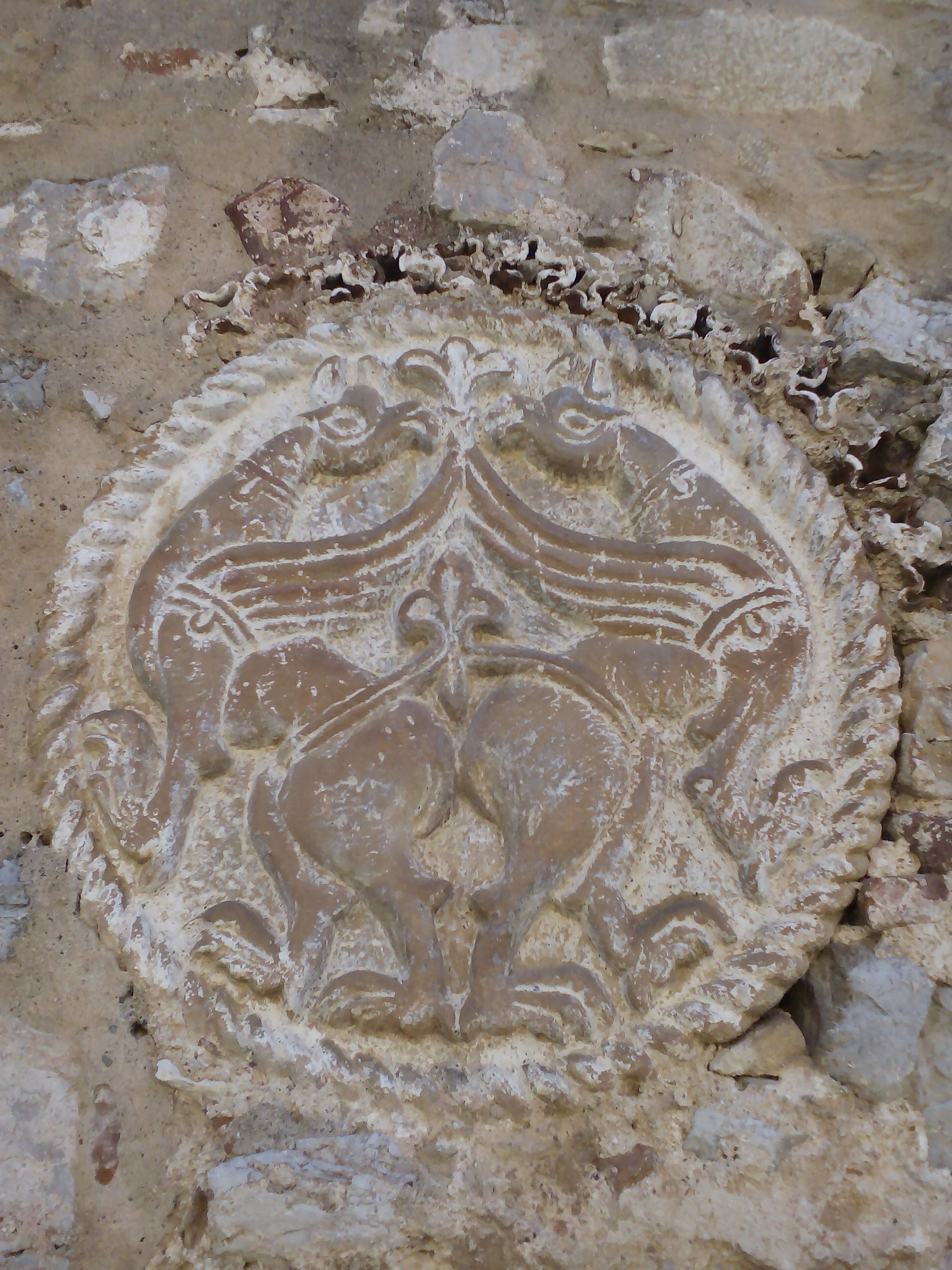
Зовнішнє оздоблення. Медальйон